# Avenida Regimiento de Patricios
La Avenida Regimiento de Patricios es una arteria vial de la Ciudad de Buenos Aires. Comienza en la avenida Martín García y finaliza en la Avenida Don Pedro de Mendoza.

## Recorrido
Comienza su recorrido en la Avenida Pedro de Mendoza  y termina en la avenida martin García en la zona de parque lezama.

## Características
La avenida Regimiento de Patricios es una avenida muy particular por el hecho de que es la segunda avenida más importante entre la boca y barracas . Es de doble mano en todo su recorrido  y se repavimentó en el 2009. Debe su nombre al Regimiento  que defendió a Buenos Aires en las Invasiones inglesas